# Pristimantis kuri
Pristimantis kuri é uma espécie de anfíbio anuros da família Strabomantidae. Está presente no Equador. A UICN classificou-a como pouco preocupante.